# Podocarpus laubenfelsii
Podocarpus laubenfelsii — вид хвойних рослин родини подокарпових.

## Поширення, екологія
Країни поширення: Індонезія (Калімантан); Малайзія (Сабах, Саравак). Вид зустрічається розкидано в лісах разом з Agathis borneensis, Nageia wallichiana, Sundacarpus amarus, Dacrydium gracile, Falcatifolium falciforme, часто на бідних живильними речовинами і / або перезволожених, кислих ґрунтах. Висота проживання від (600)920 м до 1650 м над рівнем моря.

## Використання
Цей вид досягає великих розмірів в первинних нижніх гірських дощових лісах і, отже, цінна порода дерева, яке вирубують і торгують. Чудова деревина використовується для будівництва будинків та теслярських робіт і для виготовлення весел, щогл, шпон, меблів, столярної внутрішньої обробки, побутового начиння і різьби по дереву.

## Загрози та охорона
Вирубка в лісах за межами охоронних природних територій, де цей вид зустрічається є основною причиною зниження в останні десятиліття. Цей вид охороняється в Mt. Kinabalu National Park.